# 옌스 베리엔스텐
옌스 페데르 베리엔스텐(스웨덴어: Jens Peder Bergensten, 1979년 5월 18일 ~) 또는 젭(Jeb)은 스웨덴의 게임 개발자 및 프로그래머이다. 마인크래프트의 수석 디자이너로 유명하다. 2010년부터 모장 스튜디오의 직원으로서 마르쿠스 페르손과 함께 마인크래프트를 개발했고, 2011년에 수석 디자이너가 되었으며, 2014년에 페르손이 회사를 떠나면서 마인크래프트 개발의 총 책임자가 되었다.

## 출연 작품

### 영화
- 2025년 마인크래프트 무비 - 웨이터 역